# Allemagne-en-Provence
Pour les articles homonymes, voir Allemagne (homonymie).
Allemagne-en-Provence est une commune française, située dans le département des Alpes-de-Haute-Provence en région Provence-Alpes-Côte d'Azur.

## Géographie

### Hydrographie
Le village est situé au confluent du Colostre, rivière de 36,3 km et du torrent de Montagnac.
Au XIXe siècle, le village était fréquemment inondé par des crues provoquées par des orages, les torrents qui dévalaient la montagne engravant les rues du village.

### Climat
Pour des articles plus généraux, voir Climat de Provence-Alpes-Côte d'Azur et Climat des Alpes-de-Haute-Provence.
En 2010, le climat de la commune est de type climat méditerranéen altéré, selon une étude du Centre national de la recherche scientifique s'appuyant sur une série de données couvrant la période 1971-2000. En 2020, Météo-France publie une typologie des climats de la France métropolitaine dans laquelle la commune est dans une zone de transition entre le climat de montagne et le climat méditerranéen et est dans la région climatique Provence, Languedoc-Roussillon, caractérisée par une pluviométrie faible en été, un très bon ensoleillement (2 600 h/an), un été chaud (21,5 °C), un air très sec en été, sec en toutes saisons, des vents forts (fréquence de 40 à 50 % de vents > 5 m/s) et peu de brouillards.
Pour la période 1971-2000, la température annuelle moyenne est de 12,3 °C, avec une amplitude thermique annuelle de 16,7 °C. Le cumul annuel moyen de précipitations est de 758 mm, avec 6,2 jours de précipitations en janvier et 3,2 jours en juillet. Pour la période 1991-2020, la température moyenne annuelle observée sur la station météorologique de Météo-France la plus proche, « Valensole », sur la commune de Valensole à 7 km à vol d'oiseau, est de 13,3 °C et le cumul annuel moyen de précipitations est de 671,6 mm. 
La température maximale relevée sur cette station est de 41,1 °C, atteinte le 28 juin 2019 ; la température minimale est de −10 °C, atteinte le 4 février 2012,,.
Les paramètres climatiques de la commune ont été estimés pour le milieu du siècle (2041-2070) selon différents scénarios d'émission de gaz à effet de serre à partir des nouvelles projections climatiques de référence DRIAS-2020. Ils sont consultables sur un site dédié publié par Météo-France en novembre 2022.

### Environnement
La commune compte 1 826 ha de bois et forêts, soit plus de la moitié de la superficie.

### Communes limitrophes

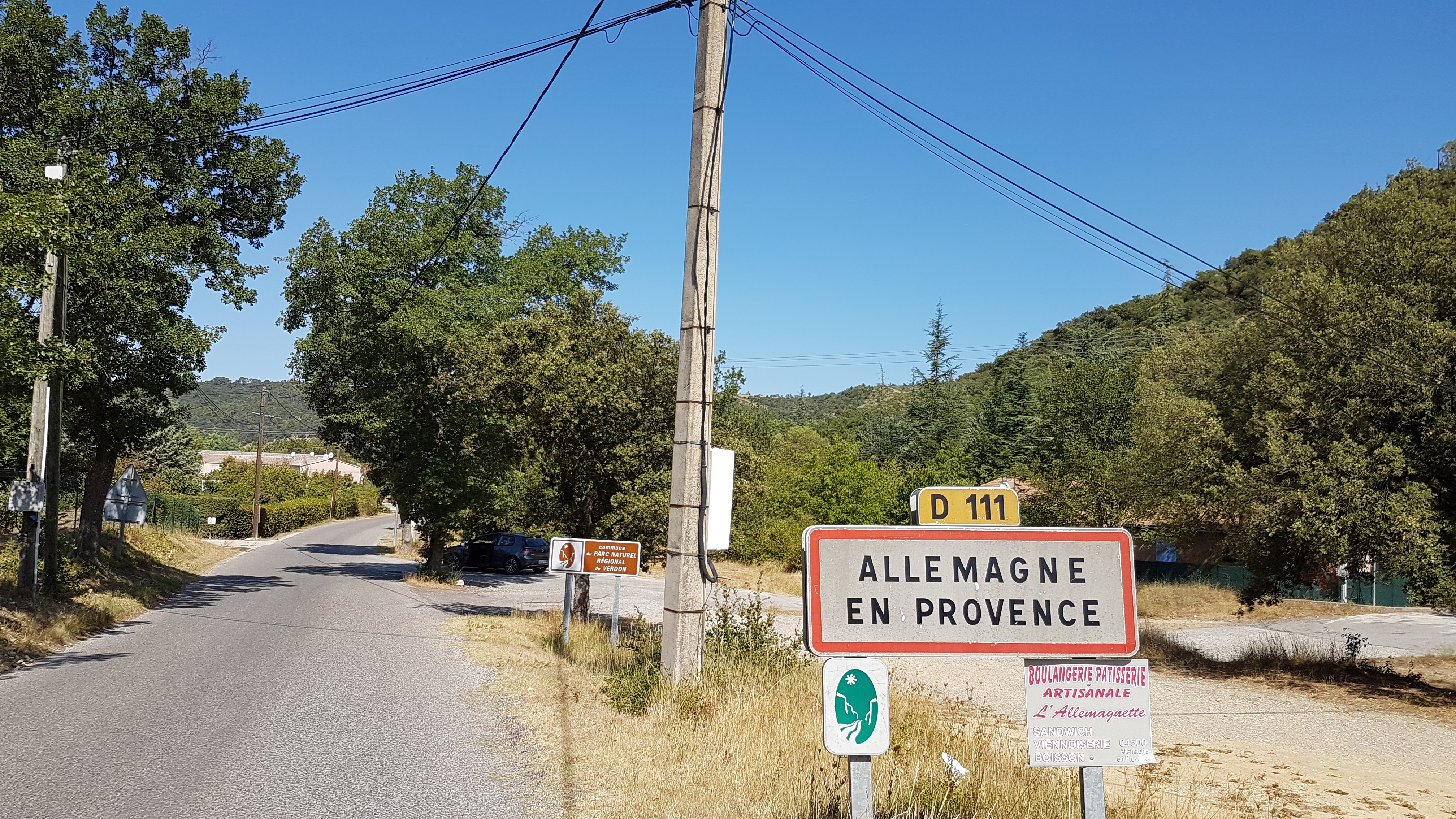
Panneau d'entrée de la commune.

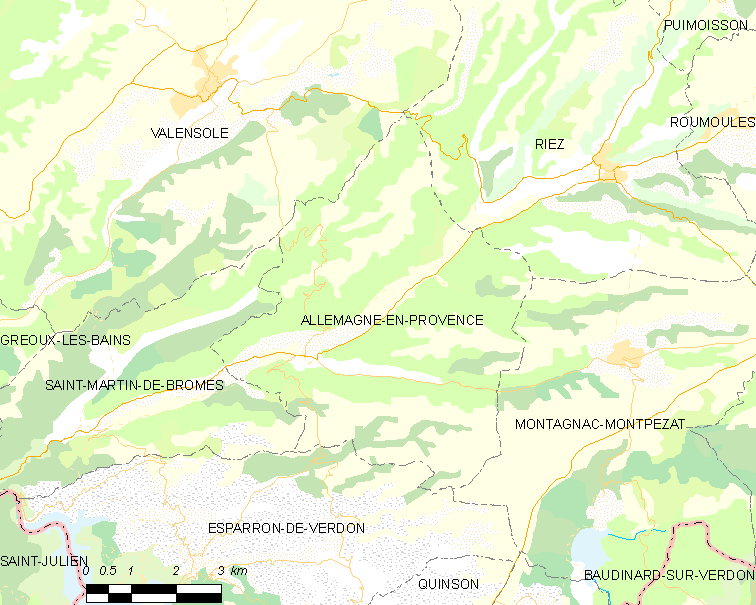
Allemagne-en-Provence et ses communes limitrophes.

### Lieux-dits et hameaux
En plus du village, la commune comporte deux hameaux :
- Saint-Antoine ;
- Puberclaire.

## Urbanisme

### Typologie
Au 1er janvier 2024, Allemagne-en-Provence est catégorisée commune rurale à habitat dispersé, selon la nouvelle grille communale de densité à 7 niveaux définie par l'Insee en 2022.
Elle est située hors unité urbaine. Par ailleurs la commune fait partie de l'aire d'attraction de Manosque, dont elle est une commune de la couronne,. Cette aire, qui regroupe 30 communes, est catégorisée dans les aires de 50 000 à moins de 200 000 habitants,.

### Occupation des sols
L'occupation des sols de la commune, telle qu'elle ressort de la base de données européenne d’occupation biophysique des sols Corine Land Cover (CLC), est marquée par l'importance des forêts et milieux semi-naturels (58,4 % en 2018), une proportion sensiblement équivalente à celle de 1990 (57,7 %). La répartition détaillée en 2018 est la suivante : forêts (55,2 %), terres arables (35 %), zones agricoles hétérogènes (6,6 %), milieux à végétation arbustive et/ou herbacée (3,2 %).
L'évolution de l’occupation des sols de la commune et de ses infrastructures peut être observée sur les différentes représentations cartographiques du territoire : la carte de Cassini (XVIIIe siècle), la carte d'état-major (1820-1866) et les cartes ou photos aériennes de l'IGN pour la période actuelle (1950 à aujourd'hui).

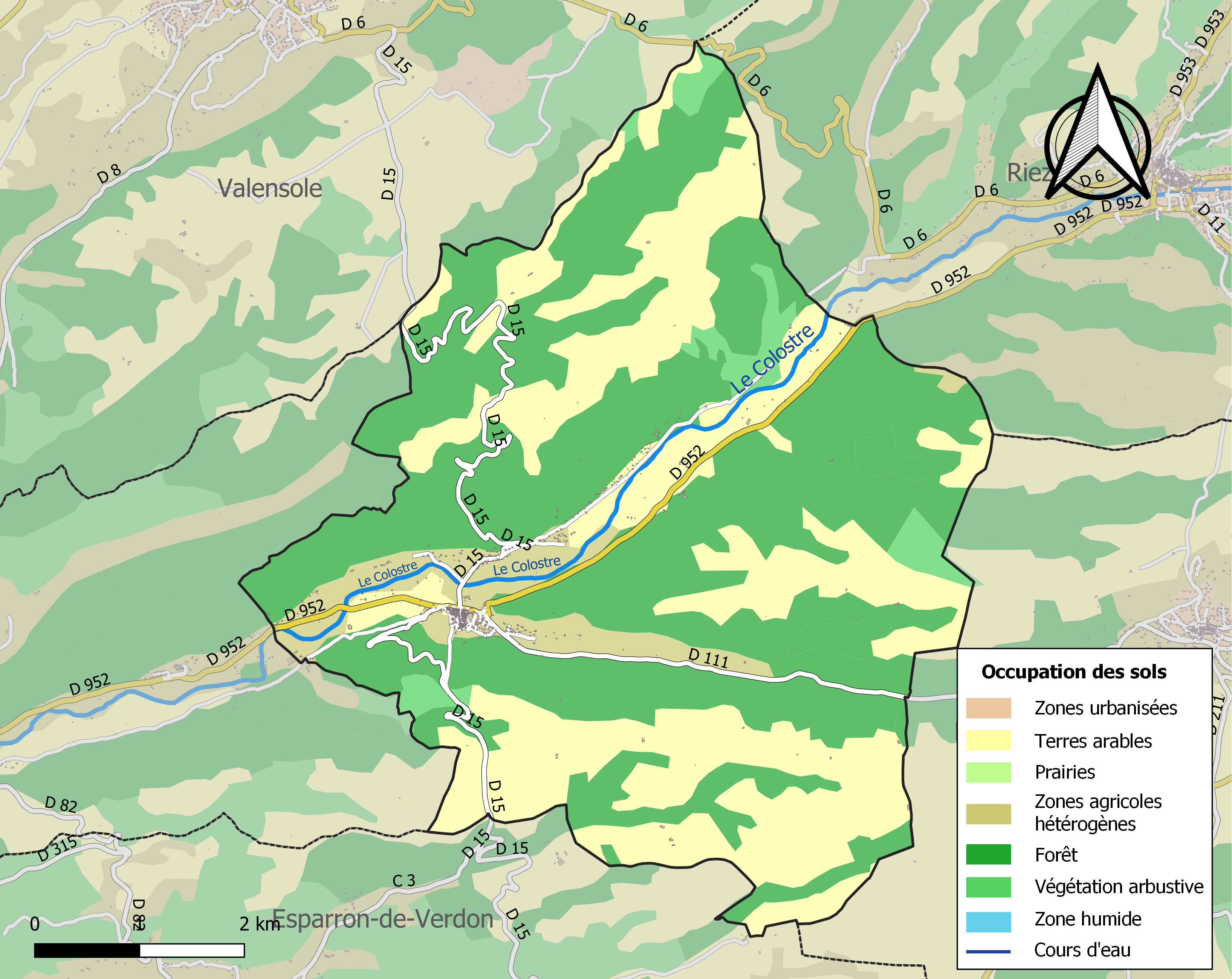
Carte de l'occupation des sols de la commune en 2018 (CLC).

### Transports

#### Voies routières
Allemagne-en-Provence est située le long de la RD 952 (ancienne route nationale 552), entre Gréoux-les-Bains et Riez.

#### Services autocars

##### Lignes régionales, réseauZou!
Allemagne-en-Provence est desservie par une ligne EXPRESS :
| Ligne | Tracé                                                       |
| ----- | ----------------------------------------------------------- |
| 67    | Marseille ↔ Gréoux-les-Bains ↔ Allemagne-en-Provence ↔ Riez |

##### Lignes intercommunales
Le village est aussi desservi par une ligne intercommunale :
| Ligne | Parcours                                                                                         |
| ----- | ------------------------------------------------------------------------------------------------ |
| 132   | Puimoisson ↔ Riez ↔ Allemagne-en-Provence ↔ Saint-Martin-de-Brômes ↔ Gréoux-les-Bains ↔ Manosque |

##### Lignes scolaires
Des lignes de transports scolaires ont été mises en place pour rallier le collège de Riez ainsi que les lycées et collèges de Manosque. Ces lignes sont financées par la communauté d'agglomération Durance Luberon Verdon au travers du réseau Trans'Agglo. En plus des lignes existantes du réseau, d'autres ont été rajoutées.
| Ligne   | Parcours                                              |
| ------- | ----------------------------------------------------- |
| 141 S   | Saint-Martin-de-Brômes ↔ Allemagne-en-Provence ↔ Riez |
| 181 RPI | Montagnac-Montpezat ↔ Allemagne-en-Provence           |

### Risques naturels et technologiques
Aucune des 200 communes du département n'est en zone de risque sismique nul. Le canton de Riez auquel appartient Allemagne est en zone 1b (risque faible) selon la classification déterministe de 1991, basée sur les séismes historiques, et en zone 3 (risque modéré) selon la classification probabiliste EC8 de 2011. La commune d’Allemagne est également exposée à trois autres risques naturels :
- feu de forêt ;
- inondation (dans la vallée du Verdon) ;
- mouvement de terrain : la commune est presque entièrement concernée par un aléa moyen à fort[19].

La commune d’Allemagne est également exposée à un risque d’origine technologique, celui de transport de matières dangereuses par route. La route départementale 952 peut être empruntée par les transports routiers de marchandises dangereuses.
Le plan de prévention des risques naturels prévisibles (PPR) de la commune a été approuvé en 1998 pour les risques d’inondation et de séisme.
La commune a été l’objet d’un seul arrêté de catastrophe naturelle, en 1987 pour une coulée de boue.

## Toponymie
La localité apparaît pour la première fois dans les textes dès 429, dans la Chronologie de Lérins. L’étymologie de ce lieu a suscité de nombreuses conjectures, notamment destinées à réfuter la présence d’Alamans dans la région. Ces théories sont aujourd’hui rejetées par les spécialistes depuis un demi-siècle. La forme ancienne Alamania, relevée en 1182, laisse peu de doutes, et indique une formation sur le nom de l’ethnie des Alamans (avec le suffixe -ia), et perpétue le souvenir d’une colonie de ce peuple (cf. Lètes), ou plutôt d’un poste militaire, installée avant les grandes invasions
,,,.
Parmi les hypothèses fantaisistes datant de la rivalité franco-allemande de la fin du XIXe et du début du XXe siècle, faites pour nier un rapport entre le nom du village et la Germanie, on trouve celles d'une déesse romaine de la fertilité (Alemona) vénérée par une garnison romaine installée sur le site de l'actuel château, ou que Armagnia (mauvaise graphie datant du XIIIe siècle) vienne de area magna, « grande plaine de graviers »,,. Ces formes ne sont validées par aucune forme ancienne. En outre, il existe quelques homonymes, dont Allemagne (Calvados, Alemannia) ; Aumagne (Charente, Allamania 1290), etc.
La commune se nomme Alemanha de Provença en provençal selon la norme classique et Alemagno de Prouvènço selon la norme mistralienne.
Le lieu-dit la Moutte, proche de la RD 952 et à l’est du village, fait référence à une motte castrale aujourd’hui disparue. Notre-Dame, à l’ouest du village, sur la D 15, est lui aussi issu d’une motte qui possédait une chapelle.

## Histoire
De la période de présence romaine datent quelques vestiges. Le site de Puberclaire a livré des restes de construction romaine en 1983.

### Moyen Âge
Vers l’an mil, il y avait deux châteaux sur le terroir de la commune, au Castellet et à la Moutte,. Les deux autres, Notre-Dame et Saint-Marc sont postérieurs.
La motte castrale de la Moutte est fortifiée une première fois dans la deuxième moitié du IXe siècle : sur une plate-forme de 450 à 500 m2, deux bâtiments d’habitation sont construits, dont un utilisant l’antique technique du murus gallicus. Ce bâtiment de 24 m2 est entouré d’une galerie sur pilotis sur deux côtés, l’autre fait environ 50 m2. L’ensemble est incendié volontairement peu avant l’an 1000, afin de remblayer à nouveau la motte pour la surélever de 2 m environ,. La seconde construction consiste en un seul bâtiment de 54 m2, incendié vers 1010, lors d’une attaque. Le site de la Moutte est intéressant, car détruit par un incendie, il a permis la découverte de restes de tous les aliments consommés à l’époque, y compris de la pâte à pain. Le château du Castellet est construit au XIIe siècle. Il est occupé par une compagnie de routiers à la fin du XIVe siècle, avant d’être abandonné. Enfin, le site de Notre-Dame est le castrum original de Saint-Martin-de-Brômes.
La seigneurie d’Allemagne appartient aux Castellane du XIIIe au XVe siècle, puis aux Oraison.
La seigneurie d'Allemagne entre dans les biens des Castellane en 1218 à l'occasion du mariage d'Agnès Sarda (ou Spata) avec Boniface IV de Castellane. La même année Agnès Spata accorde des franchises aux villageois. La seigneurie d’Allemagne est érigée en baronnie vers 1280. En 1305, une petite communauté juive comptant deux feux était établie à Allemagne.
Le 15 janvier 1331, Boniface de Castellane, fils de Boniface, seigneur d'Allemagne et de Constance, fille d'Albert Blacacii, seigneur de Beaudinard, se maria.
Un petit château était construit sur un coteau au sud du village, Castelletum de Alamania. Au XIVe siècle, il tombe entre les mains de bandits, les Chamisard, qui en font leur base d’opérations pour rançonner le voisinage. Pour y mettre un terme, les habitants de Riez se réunirent et chassèrent les Chamisard du châtelet, qu’ils démolirent par la suite. Un pacte de désistement du 17 juin 1417 signé par Boniface de Castellane, seigneur d'Allemagne, précise que le seigneur du lieu abandonne ses poursuites contre la communauté de Riez pour la démolition du Castellet.
Au XVe siècle, l’ancienne communauté du Castellet, distincte d’Allemagne avant la crise du XIVe (peste noire, guerre de Cent Ans) est réunie à celle d’Allemagne, car trop dépeuplée.
C'est en 1440 qu'en vertu du testament de Boniface IX de Castellane, la baronnie d'Allemagne fut séparée des terres appartenant aux Castellane et attribuée au fils aîné du testateur, Antoine. Le fils de ce dernier, Boniface X, lui succéda et épousa en 1472 Marguerite de Forbin.

### Temps modernes
Le fils de Boniface X, François de Castellane-Allemagne, baron d'Allemagne, agrandit le château d’Allemagne et mourut le 28 janvier 1523.
Leur fils Melchior de Castellane-Allemagne, baron d'Allemagne, ne se maria pas et légua ses biens à Nicolas Mas, son neveu, à condition qu’il porte son nom et ses armes. Chef du parti protestant, il fut tué en 1560 pendant les guerres de Religion, lors d’un combat sur sa terre. Il agrandit et embellit le château d’Allemagne.
En août 1586, le capitaine ligueur Hubert de Vins assiège le château d'Allemagne, où la baronne se trouve seule avec sa garnison commandée par le seigneur d'Espinouse. Elle résiste seize jours donnant ainsi à son mari Nicolas Mas-Castellane le temps d'accourir avec l'armée protestante.
Celui-ci arrive début septembre avec l’appui de Lesdiguières, entouré des hommes des seigneurs d’Oraison, de Jerante-Senas, de Vintimilles-Tourves, de Forbin-Janson, et autres, tous ennemis de De Vins. Arrivé aux environs d'Allemagne, Lesdiguières s'empare des hauteurs et de tous les passages y aboutissant et manque de peu l’encerclement des troupes ligueuses. De Vins abandonne alors la tranchée qui durait depuis seize jours, et se range en bataille sur le coteau de Saint-Marc. Le combat s'engage, le 5 septembre 1586. Le baron d'Allemagne engage l’action à la tête des volontaires. Les Ligueurs réussissent à s’ouvrir un passage vers Riez où ils s’abritent, poursuivis par les huguenots. Un des derniers coups d’arquebuse frappe le baron d’Allemagne à la tête et le tue sur le pont de son château (5 septembre 1586). Sa veuve, Jeanne de Grasse, préside à ses funérailles et fait exécuter sur sa tombe onze prisonniers catholiques. C’est néanmoins une importante victoire protestante : les Ligueurs perdent 900 à 1 200 hommes (tués, blessés et prisonniers) et dix-huit drapeaux sur 22 qu'ils avaient. La plus grande partie des prisonniers sont égorgés à la nouvelle de la mort du baron d'Allemagne. Douze autres sont encore exécutés le lendemain sur sa tombe.
Alexandre du Mas de Castellane-Allemagne, baron d'Allemagne (1583-1612), fils de Nicolas, épouse en 1610, Marthe d'Oraison. En 1612 , à la suite d'une querelle avec son cousin Annibal de Forbin, seigneur de La Roque, s’ensuit un duel. Les deux duellistes se mettent dos à dos, se lient le bras et en se retournant se frappent mortellement. Leurs biens sont saisis par la reine régente, qui donne ceux d’Alexandre à son frère Jean Louis. Celui-ci les rend à la fille d'Alexandre Gabrielle du Mas que ruinait la confiscation. Sans postérité de son mariage avec Antoine de Villeneuve, marquis des Arcs, elle teste en faveur de son cousin André d’Oraison.
Marthe d'Oraison est la fondatrice du couvent des capucins de Marseille dont elle prit l’habit sans prononcer les vœux. Elle se consacre ensuite au service des pauvres à l’Hôtel Dieu de Paris où elle meurt en 1637, elle est enterrée dans le cloître des capucins Saint-Honoré.
André d’Oraison (cousin issu de germain de Gabrielle du Mas), marquis d’Oraison, baron d'Allemagne à la mort de Gabrielle du Mas de Castellane-Allemagne, épouse Gabrielle de Gianni La Roche. Ils ont trois enfants dont Madeleine qui épouse en 1699 Jacques Louis d’Ancezune.
Le 24 novembre 1718, elle cède à Jean-Baptiste de Varages, secrétaire du roi près la Cour des comptes de Marseille depuis le 16 février 1712, la baronnie d'Allemagne pour la somme de 216 000 livres.
Pendant la Révolution, Joseph François de Varages, baron d'Allemagne, officier du régiment d'Angoumois, aide de camp du général de Villeneuve, est blessé à Toulon en défendant la ville du côté royaliste en 1793 (voir siège de Toulon). Puis il émigre et ses biens sont déclarés biens nationaux. Il ne rentre en France, ruiné, qu'à la Restauration.
Avec son fils Alexandre de Varages, baron d'Allemagne (1815-1891), s'éteignit à Aix-en-Provence la branche de Varages-Allemagne. Il testa en faveur de Paul d'Allemagne, petit-fils du général de division Claude d'Allemagne, déjà baron d’Empire, qui, de ce fait, reprit les armes des Varages-Allemagne (d’azur à deux lions affrontés d’or soutenant une étoile du même).

### Révolution française
La société patriotique de la commune y est créée pendant l’été 1792. En 1793, le château est désigné comme pouvant être détruit, mais échappe à la démolition.

### XIXesiècle
Dans la deuxième moitié du XVIIIe siècle, l’industrie de la faïence est prospère à Allemagne, et le reste jusque dans les années 1820. Son style imitait les faïences de Moustiers-Sainte-Marie.
Le coup d'État du 2 décembre 1851 commis par Louis-Napoléon Bonaparte contre la Deuxième République provoque un soulèvement armé dans les Basses-Alpes, en défense de la Constitution. Après l’échec de l’insurrection, une sévère répression poursuit ceux qui se sont levés pour défendre la République : quatorze habitants d’Allemagne sont traduits devant la commission mixte, la majorité étant condamnés à la déportation en Algérie.
Comme de nombreuses communes du département, Allemagne se dote d’une école bien avant les lois Jules Ferry : en 1863, elle en possède déjà une qui dispense une instruction primaire aux garçons, au chef-lieu
. Aucune instruction n’est donnée aux filles : la loi Falloux (1851), qui impose l’ouverture d’une école de filles aux communes de plus de 800 habitants, ne concerne pas Allemagne. En revanche, la première loi Duruy (1867), qui abaisse ce seuil à 500 habitants, est appliquée par la municipalité.

### XXesiècle
En 1930, la coopérative construit une distillerie de plantes à parfum.
Jusqu’au milieu du XXe siècle, la vigne était cultivée à Allemagne et occupait plusieurs dizaines d’hectares. Le vin produit était destiné à l’autoconsommation et à la vente sur les marchés régionaux. Cette culture est aujourd’hui abandonnée.

### Héraldique
| Blason de Allemagne-en-Provence | Blason  | De gueules à un château d’or, flanqué de quatre tours pavillonnées du même. |
| Blason de Allemagne-en-Provence | Détails | Le statut officiel du blason reste à déterminer.                            |

## Économie

### Aperçu général
En 2009, la population active s'élevait à 220 personnes, dont 29 chômeurs 
```
(43 fin 2011
[
56
]
). Ces travailleurs sont très majoritairement 
salariés
 (75 %)
[
57
]
 et travaillent majoritairement hors de la commune (67,5 %)
[
57
]
. Les services et l'administration fournissent la majorité des emplois (55,6 %), suivis par l'industrie et la construction avec 40 % des actifs de la commune fin 2010. L’
agriculture
 employait deux personnes
[
58
]
.
```

Au 1er janvier 2011, les établissements actifs dans la commune sont principalement des commerces et des services (30 des 71 établissements), puis les entreprises du secteur industriel (10), avec les exploitations agricoles (19).

### Agriculture
Fin 2010, le secteur primaire (agriculture, sylviculture, pêche) comptait 19 établissements différents.
Le nombre d’exploitations, selon l’enquête Agreste du ministère de l’Agriculture, est resté stable dans les années 2000, à 16, les grandes cultures passant de 7 à 10 exploitations, et le nombre d’élevages ovins augmentant à quatre. Les autres exploitations pratiquent la polyculture et l’élevage hors-sol. Dans le même temps, les exploitations spécialisées dans le maraîchage ont disparu. De 1988 à 2000, la surface agricole utile (SAU) a fortement augmenté, passant de 743 à 1 342 ha. Dans les années 2000, la SAU a régressé à 1 176 ha, mais reste à un niveau beaucoup plus élevé qu’en 1988. Les grandes cultures occupent plus de la moitié de l’espace (650 ha, stable sur dix ans), le reste étant essentiellement consacré à l’élevage (476 ha en 2010). Parmi les éleveurs, se trouve un élevage géant de brebis, occupant 1 200 ha (sur plusieurs communes) et comptant 4 000 brebis.
La culture de l’olivier est pratiquée dans la commune depuis des siècles, tout en étant limitée. Le terroir de la commune se situe en effet à la limite altitudinale de l’arbre, qui ne peut que difficilement être exploité au-delà des 650 mètres. L’oliveraie communale n’occupait donc que quelques dizaines d’hectares en complantation. Après une période de régression, elle compte moins de 1 000 pieds.

### Industrie
Fin 2010, le secteur secondaire (industrie et construction) comptait 18 établissements différents, employant un total de 18 salariés.

### Activités de service

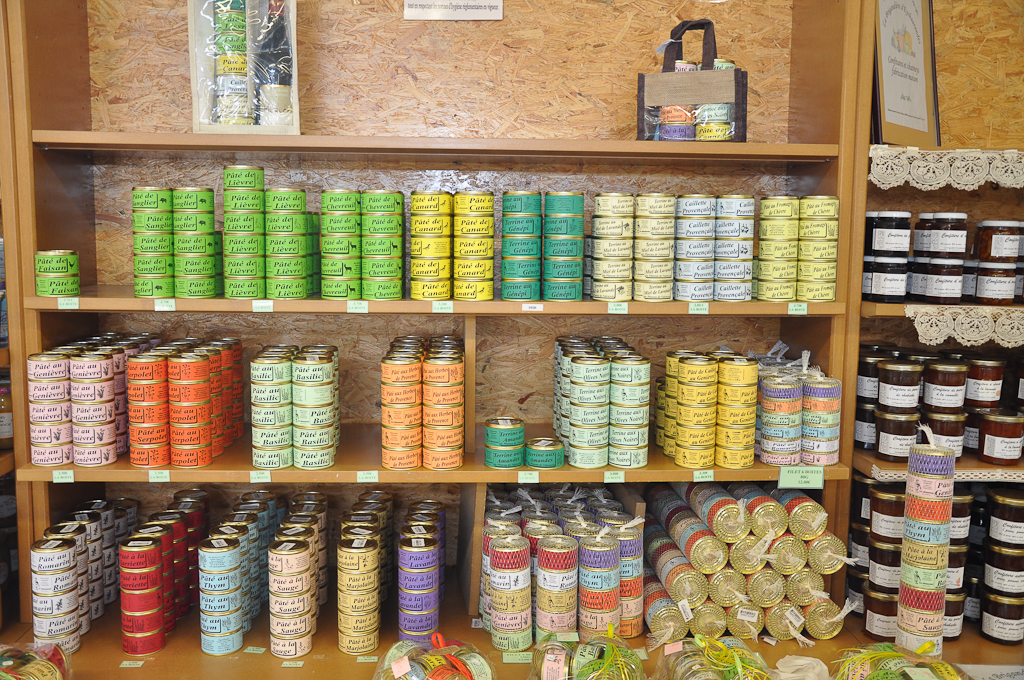
Maison des produits du terroir à Allemagne-en-Provence.

En 2009, le secteur tertiaire (commerces, service) comptait trente établissements (avec neuf emplois salariés), auxquels s'ajoutent les quatre établissements administratifs et de services publics (salariant seize personnes)
D'après l'Observatoire départemental du tourisme, la fonction touristique est importante pour la commune, avec entre un et cinq touristes accueillis pour un habitant, malgré une capacité d'hébergement limitée. Plusieurs structures d'hébergement à finalité touristique existent dans la commune :
- un hôtel[66] (classé deux étoiles[67]), de dix chambres[68] ;
- quelques meublés[69]et chambre d’hôtes[70] ;
- mais aucun camping ni hébergement collectif selon l’Atlas de l’hébergement.

Les résidences secondaires offrent par contre une capacité d’hébergement importante, avec 168 logements (soit 38,4 % des logements de la commune).
La maison des produits du terroir propose une gamme variée des productions locales. Elle a été fondée par une trentaine d'agriculteurs, artisans et artistes de la basse vallée du Verdon. Ils exposent leurs produits : huile d’olive, confitures, miel, biscuits, pâtés, vins, fromage de chèvre, bijoux, couteaux, vêtements, cuir, grès, faïence, poteries vernissées, santons, essence de lavande, etc..

## Politique et administration

### Intercommunalité
Allemagne-en-Provence fait partie :
- de 2009 à 2013, de la communauté de communes Luberon Durance Verdon ;
- depuis le 1er janvier 2013, de la communauté d'agglomération Durance Luberon Verdon.

### Municipalité

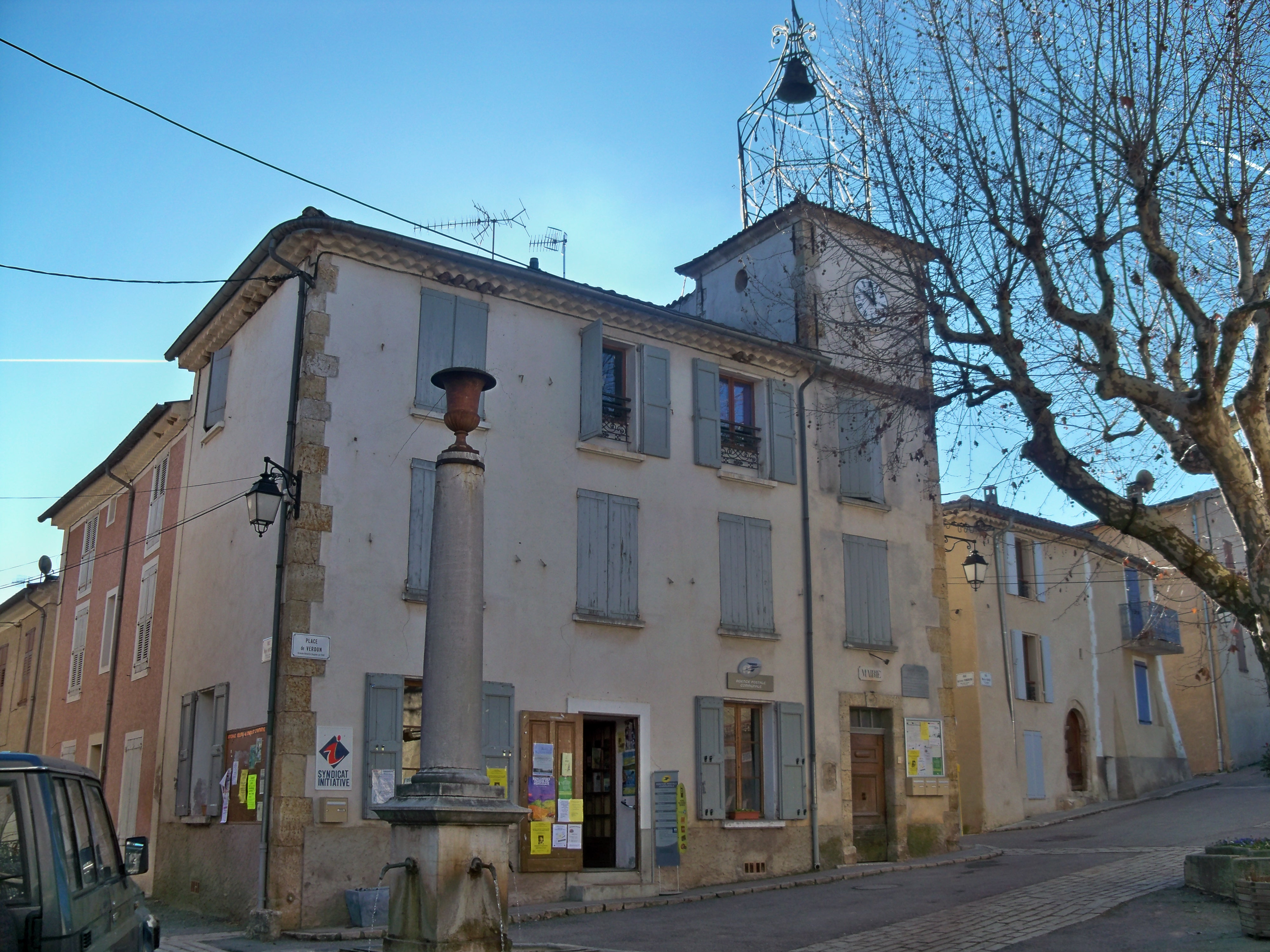
Mairie d'Allemagne-en-Provence.

| Période                                  | Période    | Identité           | Étiquette | Qualité                                          |
| ---------------------------------------- | ---------- | ------------------ | --------- | ------------------------------------------------ |
| mai 1945                                 |            | Pierre Maupré      |           |                                                  |
|                                          |            |                    |           |                                                  |
| 1983 (?)                                 |            | Lucien Villecroze  | UDF       | Conseiller général du canton de Riez (1985-2004) |
| mars 2001                                | mars 2014, | Christian Matheron |           |                                                  |
| avril 2014                               | mai 2020   | Jean-Luc Zerbone   |           | Agent subalterne (entreprise publique)           |
| mai 2020                                 | en cours   | Alex Pianetti      |           | Ancien cadre                                     |
| Les données manquantes sont à compléter. |            |                    |           |                                                  |

### Enseignement
La commune est dotée d’une école maternelle.

### Budget et fiscalité
| Taxe                                        | Part communale | Part intercommunale | Part départementale | Part régionale |
| ------------------------------------------- | -------------- | ------------------- | ------------------- | -------------- |
| Taxe d'habitation                           | 9,23 %         | 0,00 %              | 5,53 %              | 0,00 %         |
| Taxe foncière sur les propriétés bâties     | 27,47 %        | 0,00 %              | 14,49 %             | 2,36 %         |
| Taxe foncière sur les propriétés non bâties | 65,69 %        | 0,00 %              | 47,16 %             | 8,85 %         |
| Taxe professionnelle                        | 20,84 %        | 0,00 %              | 10,80 %             | 3,84 %         |

La part régionale de la taxe d'habitation n'est pas applicable. La taxe professionnelle est remplacée en 2010 par la cotisation foncière des entreprises (CFE) portant sur la valeur locative des biens immobiliers et par la contribution sur la valeur ajoutée des entreprises (CVAE) (les deux formant la contribution économique territoriale).

### Environnement et recyclage
La collecte et traitement des déchets des ménages et déchets assimilés et la protection et mise en valeur de l'environnement se font dans le cadre de la Durance Luberon Verdon.

## Démographie
Les habitants sont nommés les Allemagniens.
En 2022 , la commune d’Allemagne-en-Provence comptait 539 habitants. À partir du XXIe siècle, les recensements réels des communes de moins de 10 000 habitants ont lieu tous les cinq ans (2006, 2011, 2016 pour Allemagne-en-Provence). Les autres chiffres sont des estimations.
| 1793 | 1800 | 1806 | 1821 | 1831 | 1836 | 1841 | 1846 | 1851 |
| ---- | ---- | ---- | ---- | ---- | ---- | ---- | ---- | ---- |
| 679  | 690  | 679  | 687  | 724  | 730  | 678  | 671  | 619  |

| 1856 | 1861 | 1866 | 1872 | 1876 | 1881 | 1886 | 1891 | 1896 |
| ---- | ---- | ---- | ---- | ---- | ---- | ---- | ---- | ---- |
| 604  | 605  | 607  | 580  | 580  | 579  | 531  | 499  | 472  |

| 1901 | 1906 | 1911 | 1921 | 1926 | 1931 | 1936 | 1946 | 1954 |
| ---- | ---- | ---- | ---- | ---- | ---- | ---- | ---- | ---- |
| 438  | 419  | 414  | 331  | 318  | 301  | 321  | 301  | 260  |

| 1962 | 1968 | 1975 | 1982 | 1990 | 1999 | 2006 | 2011 | 2016 |
| ---- | ---- | ---- | ---- | ---- | ---- | ---- | ---- | ---- |
| 215  | 219  | 202  | 258  | 355  | 379  | 488  | 522  | 529  |

| 2021 | 2022 | - | - | - | - | - | - | - |
| ---- | ---- | - | - | - | - | - | - | - |
| 541  | 539  | - | - | - | - | - | - | - |

L’histoire démographique d’Allemagne-en-Provence est marquée par une période d’« étale » où la population reste stable à un niveau élevé. Cette période dure de 1806 à 1841. L’exode rural provoque ensuite un mouvement de perte de population de longue durée. En 1921, la commune enregistre la perte de plus de la moitié de sa population par rapport au maximum historique de 1836. Le mouvement de perte se poursuit jusqu’aux années 1970. Depuis, la population est sur une pente ascendante rapide, et rejoint les 70 % de son maximum.

## Lieux et monuments

### Architecture civile
Dans le village, à l’angle d’une place, maison de la fin du XVIe début du XVIIe siècle, avec porte dotée de pilastres à impostes de style toscan, et tour sur la rue.
Deux maisons possèdent des escaliers dont la balustrade est travaillée en gypserie.

### Châteaux d’Allemagne
Trois châteaux sur motte sont présents sur la commune : la motte de la Moutto, la motte Notre-Dame, la motte Saint-Marc.

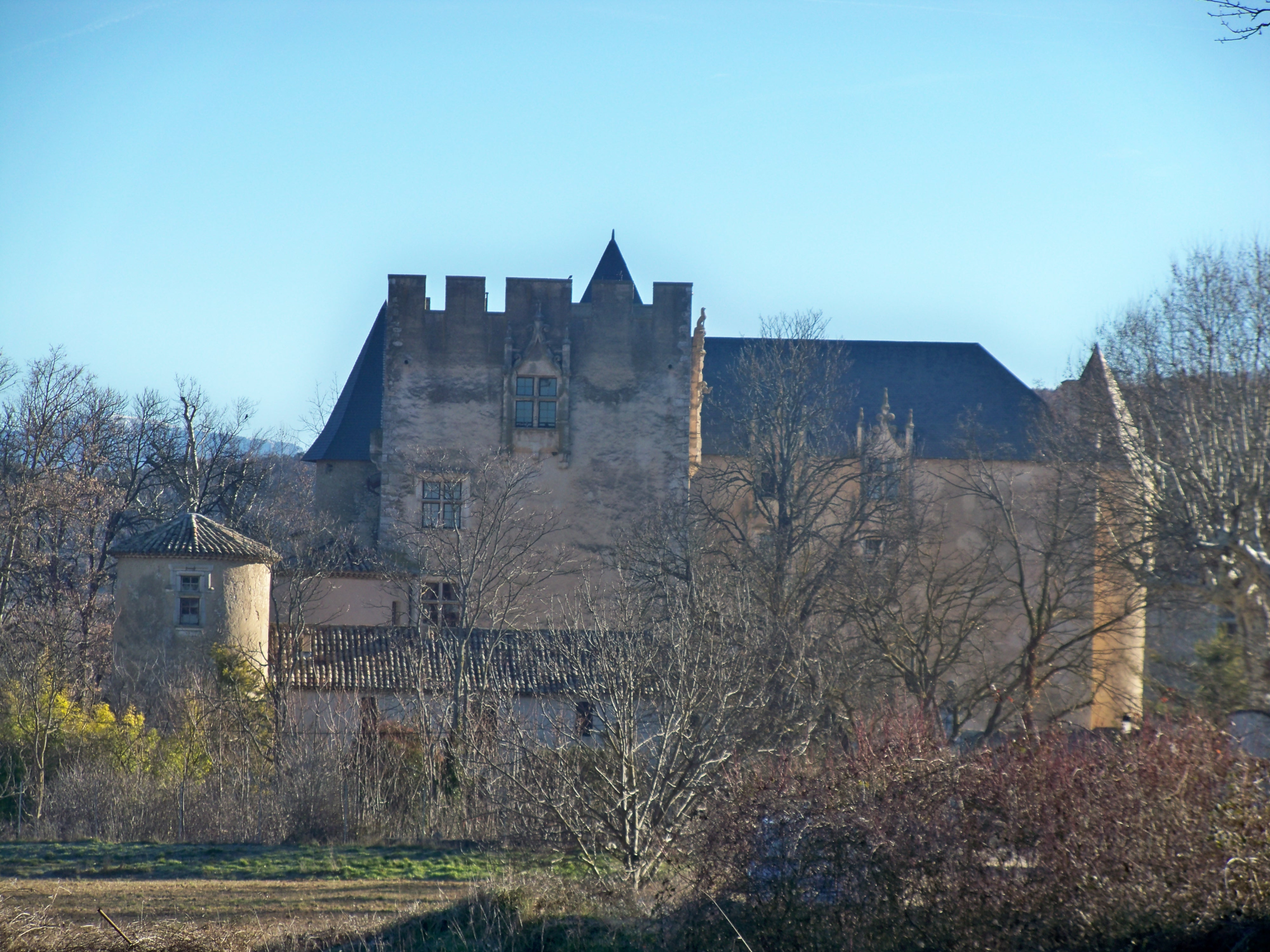
Château d'Allemagne-en-Provence.

Le château, monument historique classé par arrêté du 2 septembre 1986, est composé :
- d’une partie médiévale à l’est (donjon fin XIVe[87]) ;
- d’une partie Renaissance (XVIe), souvent modifiée ;
- d’un parc, site classé[88].

Il sert de refuge à la famille des Castellane au XIIIe siècle, quand le comte Charles Ier de Provence confisque les fiefs de Boniface V. Boniface X fait construire le logis Renaissance (aile nord-sud), achevé par son fils vers 1545 (aile est-ouest). Jeanne de Grasse y ajoute la cheminée de la salle principale, ornée de gypseries, de la fin du XIVe siècle pour Serge Panarotto, ou du début du suivant pour la comtesse du Chaffaut. Elle est ornée de statues en ronde-bosse, encadrant un fronton, le tout surmonté d’une frise finement ouvragée. La source d’inspiration est antique. La partie médiévale qui subsiste date de la fin du XVe siècle, le sommet ayant été fortement restauré à la fin du XIXe siècle.
Il est orné de nombreuses gypseries, dont une cheminée monumentale encadrée de deux personnages mythologiques, dans la grande salle (XVIe siècle). Dans une niche au-dessus du balcon de la tour du château se trouve une petite statue d'une déesse enceinte.
Le château a servi de colonie de vacances du syndicat des confiseurs d’Apt au milieu du XXe siècle. Les parties construites sont classées monument historique. Le parc d'un demi-hectare qui l'entoure, orné de plantations de platanes, tilleuls, marronniers et cyprès, est un site classé depuis 1942.

### Architecture religieuse
L’église est placée sous le vocable et le patronage de saint Marc. Une église de ce nom existait déjà au XIIIe siècle, sa construction actuelle n’est pas antérieure à 1550, selon l’Atlas historique de Provence. La nef nord, romane, remaniée au XVIIe siècle, est liée par de grandes arcades à la nef sud, plus récente. La façade est du XIXe siècle. Le chevet est plat. Son clocher, son chœur roman, sont du XIIIe siècle.
Elle possède deux tableaux du XVIIe siècle :
- un Rosaire avec les quinze mystères de la Vierge (douloureux, glorieux, joyeux)[100],[101] ;
- une Annonciation de style antérieur au XVIIe siècle, peut-être issue d’un atelier d’un grand maître[102],[103].

Le tabernacle remonte, en partie, au XVe siècle.
La chapelle Saint-Marc est construite sur l’avancée du Vaugiscle, qui domine le village de plus de 110 m. Elle a connu au moins quatre états successifs, et la Saint-Marc (le 25 avril) est l’occasion d’un pèlerinage.
D’autres chapelles ont existé mais ont disparu : les chapelles Notre-Dame-de-la-Colle, Saint-Pierre, aux XVIIIe – XIXe siècles, la chapelle Saint-Éloi sur la route de Saint-Martin-de-Brômes (où l’on faisait bénir les chevaux le 24 juin), et l’église du Castellet n’est signalée qu’au Moyen Âge.
Monument commémoratifs,.

## Vie locale

### Transports en commun
La commune d'Allemagne-en-Provence est desservie par la ligne de bus qui relie Riez à Manosque. Une connexion est faite à Manosque à la gare SNCF de Manosque - Gréoux-les-Bains et la gare routière. Il existe aussi un service d'autocars LER - autocars SUMIAN entre Riez et Marseille par Allemagne-en-Provence, Gréoux, Vinon et Aix-en-Provence (trois services par jour sauf le dimanche).

## Personnalités liées à la commune
- Nicolas Mas-Castellane (?-1586), dit le baron d’Allemagne, capitaine protestant.
- Marthe d'Oraison (1590-1627),  baronne d'Allemagne-en-Provence, vicomtesse de Valernes, fondatrice du couvent des Capucines de Marseille.
- François Charles Bouche (1736-1794), député d’Aix aux États généraux de 1789.
- Prosper Allemand (1815-1902), condamné au bagne de Toulon pour avoir résisté au coup d'État du 2 décembre 1851, député de 1871 à 1881[109].